# Gymnopais lindneri
Gymnopais lindneri är en tvåvingeart som beskrevs av Rubtsov 1963. Gymnopais lindneri ingår i släktet Gymnopais och familjen knott. Inga underarter finns listade i Catalogue of Life.